# Nerea Riesco
Nerea Riesco Suárez (Bilbao, 31 de marzo de 1974) es una periodista y escritora española. Doctora en Comunicación (Ph.D cum laude) por el programa de Doctorado Interuniversitario de Comunicación de las Universidades de Málaga, Sevilla, Huelva y Cádiz.  

## Biografía
Nace en Bilbao en 1974 y se cría en Valladolid, lugar en el que transcurre su infancia y adolescencia. Cursa sus estudios en el Colegio Hijas de Jesús. Con 18 años se traslada a Sevilla y allí empieza a colaborar en diferentes medios de comunicación, sobre todo en radio en donde realiza funciones de producción, locución y realización técnica de sonido. Compagina estas labores con sus estudios de Periodismo, carrera en la que se licencia por la Universidad de Sevilla y en donde continúa desempeñando una activa labor de enseñanza e investigación para su tesis doctoral.
En la facultad, mientras estudia Periodismo, entra en contacto con un grupo de jóvenes que, como ella, están interesados en el mundo de las literatura y su proceso creativo. 
En 2004 es merecedora del IX Premio de Novela Ateneo Joven de Sevilla por la obra El país de las mariposas, 2004.
Su carrera continúa con su segunda novela Ars Magica, 2007, mezcla de novela histórica, novela negra y grimorio.
Su novela, El elefante de marfil, salió al mercado el 12 de febrero de 2010. Una historia que aúna amor, aventura e intriga, en el marco evocador de la Sevilla de fines del siglo XVIII, y sugiere al lector que las grandes decisiones son las que se toman con el corazón. 
El 1 de noviembre de 2011 publicó su poemario erótico ilustrado, Desnuda y en lo oscuro.
En 2014 se edita su novela Tempus en la que se mezcla historia, aventura, ciencia y suspenso.
En 2015 se produce el lanzamiento de su novela Las puertas del paraíso la fascinante historia de un hombre y una mujer que se amaron por encima de credos y fronteras en una época marcada por la intolerancia y el afán de conquista.
El 20 de marzo de 2018 sale al mercado su novela Los lunes en el Ritz, una historia apasionante, en la que el amor, la amistad, el sacrificio, el engaño y la venganza tienen como telón de fondo uno de los grandes hoteles del mundo.
El 7 de abril de 2022 publica La ciudad bajo la luna, una novela de suspense en cuatro tiempos y cuatro espacios: la Sevilla de la Exposición Iberoamericana del 29, el Nueva York de la ley seca, La Habana de comienzos del siglo XX y la Francia de la Gran Guerra. La novela fue candidata a los Premios Andalucía de la Crítica 2023 y ganadora del I Premio Fernando Marías.
El 24 de noviembre de 2022 publica Mitología de Harry Potter, un libro de divulgación que analiza las referencias universales que J.K. Rowling ha destilado de la historia, los mitos y las leyendas, así como de obras de autores clásicos de la literatura, para inspirarse y dar riqueza a su célebre obra del joven mago.
Nerea Riesco colabora en diversos medios de comunicación. También imparte talleres de creación literaria.

## Obras
Novelas
- La ciudad bajo la luna I Premio Fernando Marías[11] (Algaida Editores, 2022) 544 páginas. ISBN: 8491897100
- Los lunes en el Ritz (Barcelona, Espasa (Grupo Planeta, 2018) 496 páginas. ISBN: 9788467051704.
- Las puertas del paraíso (Barcelona, Penguin Random House Mondadori S.A., 2015) 571 páginas. ISBN 978-84-253-4764-1.
- Tempus (Barcelona, Minotauro, 2010) 496 páginas. ISBN 978-84-450-0206-3
- El elefante de marfil (Barcelona, Random House Mondadori S.A., 2010) 544 páginas. ISBN 978-84-253-4305-6.
- Ars Magica (Barcelona, Random House Mondadori S.A., 2007) 446 páginas. ISBN 978-84-253-4109-O.
- El país de las mariposas IX Premio de Novela Ateneo Joven de Sevilla (Sevilla, Algaida Editores, 2004) 400 páginas. ISBN 84-8433-875-4.

Libros de divulgación
- Mitología de Harry Potter (Algaida, 2022) 302 páginas. ISBN: 9788491897767.
- Coaching para escribir un bestseller (Alba Editorial, 2020) 304 páginas. ISBN: 8494781367.

Poemario
- Desnuda y en lo oscuro. 80 páginas. ISBN: 8461445724.

Libros de relatos
- Todo lo que sé sobre los dragones (Cáprica, 2018) 320 páginas. ISBN: 8494781367.

Libros infantiles
- El secreto del desván (Un cuento para aprender a jugar al ajedrez) (Córdoba, Toro Mítico, 2009) 69 páginas. ISBN 978-84-96947-67-2

Otros trabajos
- Macondo boca arriba. Antología de la narrativa andaluza actual. México D.F., Universidad Nacional Autónoma de México. Coordinación de Difusión Cultural, 2006). 2006. ISBN de la serie: 968-36-3756-6. ISBN 970-32-3948-X..[13]
- Riesco, Nerea (2005). «Ana Caro de Mallén, la musa sevillana: una periodista feminista en el Siglo de Oro». I/C. Revista Científica de Información y Comunicación. VOLUMEN (nº 2). ISSN 1696-2508. Archivado desde el original el 20 de marzo de 2018.

## Premios
- IX Premio Ateneo de Novela Joven de Sevilla 2004,[14] por su novela El país de las mariposas.
- Finalista Premio Espartaco 2008,[15] por su novela Ars magica.
- Premio Apoloybaco (Sección literatura) 2011.[16]
- Premio Factoría Creativa 2015.[17]
- Candidata a los Premios Andalucía de la Crítica 2023[18] por la novela La ciudad bajo la luna.
- I Premio Fernando Marías[11] por su novela La ciudad bajo la luna.